# 妖怪學園Y
《妖怪學園Y 貓也能成為 HERO 嗎》是一部由東寶株式會社發行並將于2019年12月13日在日本上映妖怪手表系列中的第六部劇場版電影，也是《妖怪手錶》系列首次擬人化的作品。電影中的主題曲由Pink Lady組合演唱。
同年12月27日，本剧场版对应的电视版动画《妖怪学园Y ～第N类接触～》推出，在东京电视台首播。台灣於2022年6月20日於ANIMAX首播

## 角色
| 角色名稱                                                   | 配音員                | 配音員 | 配音員 |
| 角色名稱                                                   | 日本                  | 臺灣   | 香港   |
| ---------------------------------------------------------- | --------------------- | ------ | ------ |
| 寺刃甚平（寺刃ジンペイ）                                   | 田村睦心              |        |        |
| 霧隱蘭斗（霧隠ラント）                                     | 福山潤                |        |        |
| 玉田偶太郞（玉田マタロウ）                                 | 井上麻里奈            |        |        |
| 小間石太夫（小間サン太夫）/ 小小司令官（リトルコマンダー） | 遠藤綾                |        |        |
| 姬川吹雪（姫川フブキ）                                     | 戸松遙                |        |        |
| 雷堂燃（雷堂メラ)                                          | 增田俊樹              |        |        |
| 九尾龍介（九尾リュウスケ）/九之尾                          | 小林千晃              |        |        |
| 大王路艾瑪（大王路エマ）                                   | 竹達彩奈              |        |        |
| 園等夏希（園等なつき）                                     | 沼倉愛美              |        |        |
| 臼見澤晴彥（臼見沢ハルヒコ）                               | 關智一                |        |        |
| 大王路欣也（大王路キンヤ）                                 | 大友龍三郎            |        |        |
| 怪化貓（怨霊バケーラ）/劍豪紅丸（剣豪紅丸）                | 小野友樹              |        |        |
| 獅子黑一摩（怨霊獅子黒カズマ）/獅子王（獅子王）            | 日野聰                |        |        |
| 管狐（イズナ）                                             | 石上靜香              |        |        |
| 小飛桃（モモ）                                             | 小櫻悅子              |        |        |
| 梅杜莎（メドゥーサ）                                       | 木村佳乃 （特別出演） |        |        |
| 桶狭間勘一（桶狭間カンイチ）                               | 佐久間元輝            |        |        |
| 閃光少年（シャイニングボーイ）                             | 浜添伸也              |        |        |
| 偶太郎的祖父（マタロウの祖父）                             | 辻親八                |        |        |
| 偶太郎的母親（マタロウの母）                               | 増田恵子              |        |        |
| 親屬之眼（オヤノメ）                                       | 佐藤健輔              |        |        |
| 黑蛇蛇（トグロス）                                         | 村上裕哉              |        |        |
| 隕金剛（メテオゴン）                                       | 高橋伸也              |        |        |

## 主題曲
主題歌
- 「METEO（メテオ）」
  - 作詞・作曲・編曲 - ナユタン星人
    - 歌 - Pink Lady

主/片尾曲
- 「Y学園へ行こう 学園ドタバタ編」
  - 作詞 - ピノリーノ（日野晃博） 
    - 作曲 - サカモフ（坂本英城） 
      - 歌 - 莉犬（すとぷり）